# Скијете (Казерта)
Скијете је насеље у Италији у округу Казерта, региону Кампанија.
Према процени из 2011. у насељу је живело 21 становника. Насеље се налази на надморској висини од 51 м.